# Pavel Korobkov
Pavel Valeryevich Korobkov (Gulistão, 18 de outubro de 1990) é um basquetebolista profissional russo que atualmente joga pelo CSKA Moscou.